# Rhamphomyia cophas
Rhamphomyia cophas är en tvåvingeart som beskrevs av Walker 1849. Rhamphomyia cophas ingår i släktet Rhamphomyia och familjen dansflugor.
Artens utbredningsområde är New York. Inga underarter finns listade i Catalogue of Life.